# فلسطين في الألعاب الأولمبية الصيفية 2008
نافست فلسطين في دورة الألعاب الأولمبية الصيفية 2008 في بكين، الصين، من 08-24 أغسطس 2008. حيث أرسلت اللجنة الأولمبية الفلسطينية وفدًا من عدّائين وسبّاحين. لكنها لم تفز بأي ميدالية.

## ألعاب القوى

### الرجال
| اللاعب      | المنافسة      | الدور الأول | الدور الأول | الدور النهائي | الدور النهائي |
| اللاعب      | المنافسة      | الزمن       | المركز      | الزمن         | المركز        |
| ----------- | ------------- | ----------- | ----------- | ------------- | ------------- |
| نادر المصري | رجال 5000 متر | 14:41.10    | 13          | لم يتأهل      | لم يتأهل      |

### السيدات
| اللاعبة   | المنافسة      | الدور الأول | الدور الأول | الدور نصف النهائي | الدور نصف النهائي | الدور النهائي | الدور النهائي |
| اللاعبة   | المنافسة      | الزمن       | المركز      | الزمن             | المركز            | الزمن         | المركز        |
| --------- | ------------- | ----------- | ----------- | ----------------- | ----------------- | ------------- | ------------- |
| غدير غروف | سيدات 100 متر | 13.03       | 7           | لم تتأهل          | لم تتأهل          | لم تتأهل      | لم تتأهل      |

## السباحة
تلقت فلسطين دعوة عالمية من الاتحاد الدولي للسباحة لإرسال سبّاحين اثنين (ذكر وأنثى) للمشاركة في الأولمبياد
| اللاعب    | المنافسة                     | الدور الأول | الدور الأول | الدور نصف النهائي | الدور نصف النهائي | الدور النهائي | الدور النهائي |
| اللاعب    | المنافسة                     | الزمن       | المركز      | الزمن             | المركز            | الزمن         | المركز        |
| --------- | ---------------------------- | ----------- | ----------- | ----------------- | ----------------- | ------------- | ------------- |
| حمزة عبده | سباحة مسافة 50 متر حرة رجال  | 25.60       | 73          | لم يتأهل          | لم يتأهل          | لم يتأهل      | لم يتأهل      |
| زكية نصار | سباحة مسافة 50 متر حرة سيدات | 31.97       | 79          | لم تتأهل          | لم تتأهل          | لم تتأهل      | لم تتأهل      |